# Czarny Korpus

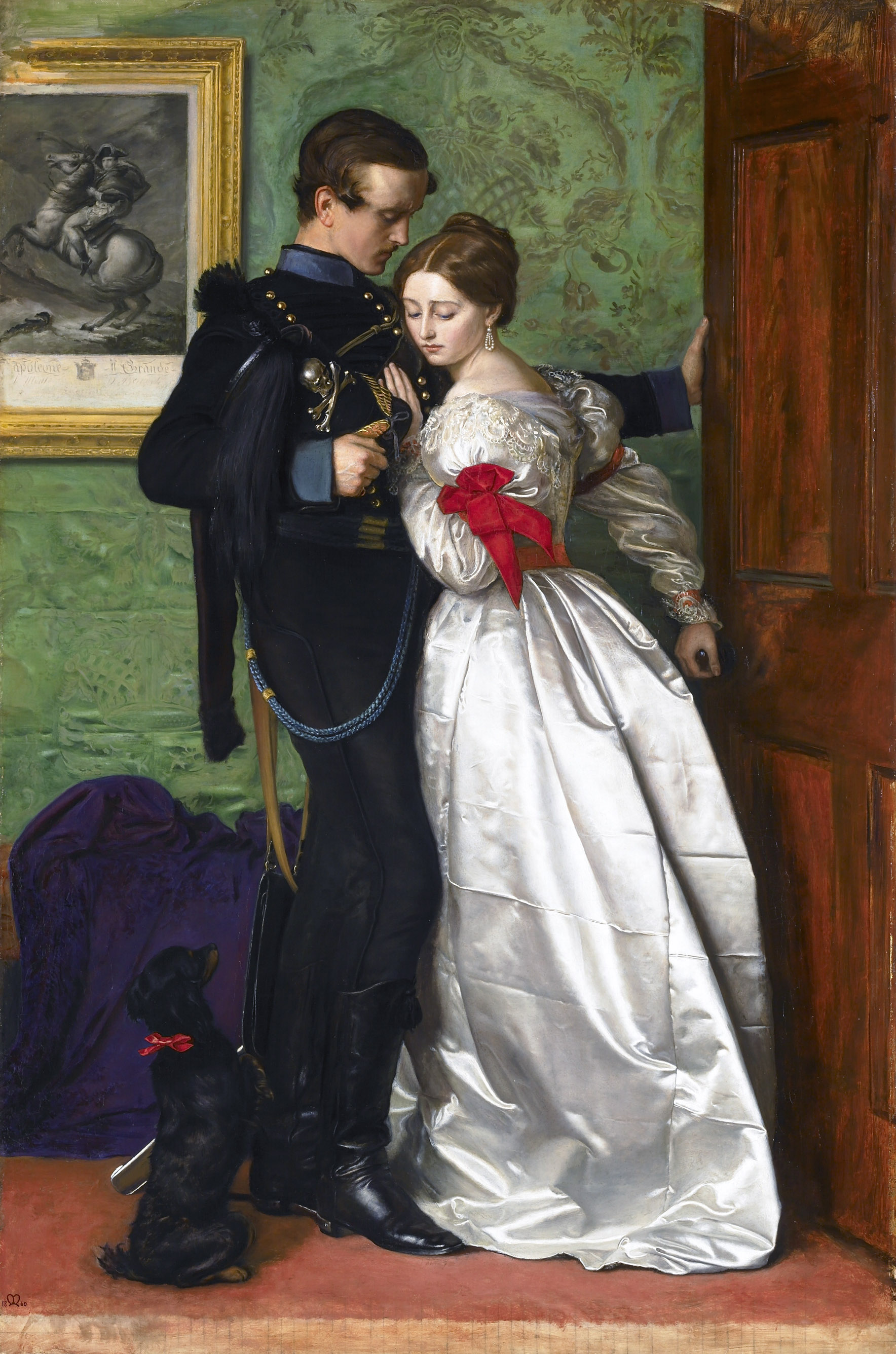
Żołnierz Czarnego Korpusu Johna Everetta Millaisa z 1860

Czarny Korpus (niem. Schwarze Schar, ang. Black Brunswickers lub Black Horde) – początkowo potoczne, a następnie oficjalne określenie sił księcia Fryderyka Wilhelma brunszwickiego w czasie wojen napoleońskich.

## Geneza
W 1806 roku armia Napoleona I rozgromiła pod Jeną liczebniejszą armię pruską, w której zginął książę Brunszwiku Karol Wilhelm, a jego księstwo dostało się pod francuskie panowanie. W 1807 księstwo przyłączono do nowo wykreowanego Królestwa Westfalii. Jednak prawowity następca książęcego tronu Fryderyk Wilhelm nie poddał się i w 1809 roku, po zawiązaniu się nowej koalicji antyfrancuskiej, rozpoczął zbieranie sił przeciw Napoleonowi I.
Żeby umożliwić sfinansowanie przedsięwzięcia, książę był zmuszony zastawić dobra oleśnickie, które należały do jego rodu. Pierwotnie udało mu się zebrać 2300 ludzi (zdecydowana większość rekrutowała się ze Śląska), z których utworzył: dwa bataliony piechoty, batalion jegrów, kompanię strzelców wyborowych i mieszany oddział kawalerii (huzarzy i ułani).
Ze względu na mundury noszone przez wszystkich żołnierzy (jednolicie czarne z trupimi czaszkami zdobiącymi ich czaka), do sił Fryderyka bardzo szybko przylgnął tytuł Czarnego Korpusu, który stał się jego oficjalną nazwą.

## Kampanie
Jeszcze w tym samym roku Fryderyk wyprawił się do Niemiec i odbił Brunszwik. Ten sukces przyniósł Korpusowi sławę, która ugruntowała się w kolejnych latach, gdy Korpus brał udział w walkach z Francuzami.
Wyzwolony Brunszwik szybko znów dostał się w ręce armii napoleońskiej, jednak Korpus zdołał się wycofać. Książę ewakuował swoje siły do Wielkiej Brytanii, gdzie przebywał jego kuzyn, regent Jerzy (późniejszy król Jerzy IV). Z tego też powodu Korpus został wysłany na Półwysep Iberyjski, jako posiłki dla wojsk brytyjskich walczących w hiszpańskiej wojnie wyzwoleńczej z Francuzami.
W kampanii hiszpańskiej Czarny Korpus wykazał się walecznością i odwagą, co ugruntowało jego militarną pozycję. Kłopoty finansowe i brak politycznego poparcia groziły w tym czasie rozwiązaniem Korpusu, do czego jednak nie doszło.
W 1813, gdy Napoleon wrócił pobity z wyprawy rosyjskiej, Czarny Korpus powrócił ze swym dowódcą do Niemiec i triumfalnie wkroczył do Brunszwiku. Tam też uzupełniono stan liczebny jednostki.
Po ucieczce cesarza Francuzów z Elby, w trakcie 100 dni Napoleona, Korpus dobrowolnie podporządkował się rozkazom księcia Wellingtona i jako Korpus Brunszwicki (nazwa tylko na czas kampanii) wszedł w skład VII koalicji. W kampanii belgijskiej Korpus początkowo przebywał w rezerwie sił alianckich.
W tym czasie siły Korpusu liczyły już 5376 żołnierzy podzielonych na: siedem batalionów piechoty (w tym: batalion gwardii, trzy liniowe i trzy lekkie), dwa szwadrony kawalerii i dwie baterie artylerii (16 dział).
W bitwie pod Waterloo Korpus nie odegrał większej roli, gdyż doznał ciężkich strat kilka dni wcześniej pod Quatre Bras (m.in. od przypadkowej kuli zginął tam dowódca Korpusu – książę Fryderyk Wilhelm). Bitwa pod Quatre Bras była jedną z najważniejszych stoczonych przez Czarny Korpus i głównie dzięki niej żołnierze Korpusu przeszli do historii.
Ponieważ często występowały problemy z rekrutacją oraz finansowaniem jednostki, już na początku lat dwudziestych XIX wieku formacja została rozwiązana.

## Strój
Mimo że umundurowanie jednostek było czarne, to jednak poszczególne oddziały różniły się detalami strojów:
- piechota miała spodnie w szare pionowe paski i szare wojskowe getry;
- kawaleria miała granatowe dolmany;
- artylerzyści byli ubrani na wzór kawalerii i uzbrojeni w huzarskie szable do obrony dział.